# 高铼酸
高铼酸是一种无机化合物，化学式为HReO4，是一种强酸。

## 制备
七氧化二铼溶于水，可以得到高铼酸。另外，金属铼或者新沉淀的二氧化铼溶于过氧化氢，也能得到高铼酸。
其溶液的浓缩应该控制在90℃以下，避免分解。

## 化学性质
高铼酸可以和金属氧化物、氢氧化物或碳酸盐作用，产生高铼酸盐：
Ni(OH)2 + 2 HReO4 → Ni(ReO4)2 + 2 H2O
NH3 + HReO4 → NH4ReO4
无水高铼酸在真空中65℃即分解。
高铼酸具有氧化性，但氧化性比高锝酸和高锰酸弱。
铼的氧化还原电位图如下：
硫化氢与高铼酸作用，产生暗棕色的七硫化二铼沉淀：
2 HReO4 + 7 H2S → Re2S7↓ + 8 H2O
在有机合成上，高铼酸可以催化肟脱水，转变为腈：

## 用途
高铼酸可以用于制备其他高铼酸盐，也可以用于有机合成中的催化剂。另外，它是制造X射线靶原材料之一。